# Fachbuchverlag Leipzig
Der Fachbuchverlag Leipzig ist ein Verlag, der Anfang 1949 von mehreren Gesellschaftern (u. a. FDGB, Kammer der Technik) gegründet wurde. Der erste Geschäftsführer war Heinz Schöbel. Künstlerischer Leiter war ab 1967 Egon Hunger. Von 1960 bis 1990 war der Fachbuchverlag ein Volkseigener Betrieb. Er war einer der zwei renommiertesten technisch-wissenschaftlichen Verlage in der Deutschen Demokratischen Republik, deren Fachbücher auch in der damaligen Bundesrepublik weit verbreitet waren. Die Bücher waren bei westdeutschen Studenten wegen ihres günstigen Preises, aber vor allem wegen der guten Didaktik sehr beliebt. Er gab auch Fachzeitschriften heraus.
Im Jahr 1988 erschienen 164 Titel, davon 50 Erstauflagen und 114 Nachauflagen. Es wurden ein Umsatz von 27,5 Mio. Mark der DDR und ein Gewinn von 4,4 Mio. Mark ausgewiesen. Im Export konnten 1,9 Mio. Valutamark erwirtschaftet werden. 1989 blickte der Verlag auf eine 40-jährige Geschichte mit 6.400 Titeln in 20 Fachgebieten und einer Gesamtauflage von 58 Millionen Exemplaren zurück. Im Unternehmen erschienen zu diesem Zeitpunkt 30 Zeitschriften, die in insgesamt 100 Mio. Exemplaren vertrieben wurden. 212 Mitarbeiter waren fest angestellt.
Nach der Wende in der DDR wurde der Verlag von der Treuhandanstalt 1991 an die Verlag TÜV Rheinland GmbH verkauft, die das Unternehmen zum Juni 1991 übernahm und zunächst 60 Arbeitsplätze garantierte. 1992 und 1993 erfolgte eine „Programmbereinigung“; 1993 erschienen nur noch 22 neue Titel. TÜV Rheinland verkaufte das alte Verlagsstammhaus in der Leipziger Karl-Heine-Straße 16; die verbleibenden 18 Mitarbeiter zogen in angemietete Büroräume. Ein Großteil des Verlagsarchivs wurde hierbei vernichtet, nur etwa 20 % davon und das Publikationsarchiv blieben erhalten. 1995 wurde der Fachbuchverlag vom Münchener Carl Hanser Verlag übernommen und existiert dort als Imprint weiter. Unter der Marke besorgt weiterhin ein Teil der Lektoren des Carl Hanser Verlags die Herausgabe von jährlich etwa 60 Fachbüchern. Die Themenbereiche sind allgemeine Technik, Maschinenbau, Elektrotechnik, Informatik, Umwelt- und Medientechnik, ferner Wirtschaftswissenschaft, Kunststoff- und Verfahrenstechnik.
Unter den besonders populären 32 Bänden von Taschenbüchern, die in Millionenauflagen erschienen, ist das Taschenbuch der Physik (der „Kuchling“) in 20. Auflage der Bestseller (unter Lizenz auch bei Harri Deutsch).